# Liste des députés européens du Danemark de la 3e législature

Ceci est une liste des 16 membres du Parlement européen pour le Danemark de 1989 à 1994.

## Liste
| Nom                     | Parti                                         | Groupe      | Votes   |
| ----------------------- | --------------------------------------------- | ----------- | ------- |
| Freddy Blak (en)        | Social-démocratie                             | SOC         | 16,700  |
| Jens-Peter Bonde        | Mouvement populaire contre l'Union européenne | Arc-en-ciel | 68,979  |
| Birgit Bjørnvig         | Mouvement populaire contre l'Union européenne | Arc-en-ciel | 31,786  |
| Frode Christensen (en)  | Démocrates du centre                          | PPE         | 4,596   |
| Ib Christensen (en)     | Mouvement populaire contre l'Union européenne | Arc-en-ciel | 39,607  |
| Ejner Christiansen (en) | Social-démocratie                             | SOC         | 26,583  |
| John Iversen (en)       | Parti populaire socialiste                    | GUE         | 22,738  |
| Erhard Jakobsen         | Démocrates du centre                          | PPE         | 116,875 |
| Kirsten Jensen          | Social-démocratie                             | SOC         | 108,974 |
| Marie Jepsen            | Parti populaire conservateur                  | PPE         | 46,632  |
| Niels Kofoed (en)       | Venstre                                       | LDR         | 81,133  |
| Tove Nielsen (en)       | Venstre                                       | LDR         | 35,234  |
| Klaus Riskær Pedersen   | Venstre                                       | LDR         | 57,114  |
| Christian Rovsing (en)  | Parti populaire conservateur                  | PPE         | 22,132  |
| Joanna Rønn             | Social-démocratie                             | SOC         | 18,967  |
| Ulla Sandbæk            | Mouvement populaire contre l'Union européenne | Arc-en-ciel | 15,561  |